# Топольское (Ивано-Франковская область)
Топольское (укр. Топільське) — село в Рожнятовской поселковой общине Калушского района Ивано-Франковской области Украины.
Население по переписи 2001 года составляло 527 человек. Занимает площадь 1,55 км². Почтовый индекс — 77634. Телефонный код — 03474.